# Ла Яна
Ла Я́на (нем. La Jana), настоящее имя — Генриетта Маргарете Хи́бель (нем. Henriette Margarethe Hiebel; 24 февраля 1905, Мауэр, Нижняя Австрия — 13 марта 1940, Вильмерсдорф) — австрийско-немецкая актриса немого кино и танцовщица.

## Биография
Генриетта Маргарете Хибель (настоящее имя Ла Яны) родилась 24 февраля 1905 года в Мауэре (нем., ныне - в составе венского района Лизинг) в еврейской семье венского ювелира. В раннем возрасте вместе с родителями переехала во Франкфурт-на-Майне. Обучалась пению, занималась в хореографическом классе при местной опере.
Взяв псевдоним Ла Яна, снималась в кино и выступала в качестве танцовщицы в 1913—1940 года. С 1913 года начала выступать в качестве танцовщицы в детском балете Франкфуртского театра оперы и балета. В 1924 году начала гастролировать с танцевальными ревю по Германии и Австрии. В 1934—1937 годах гастролировала в турне по Франции, Германии, Швеции, Англии и Шотландии с ревю «Казанова», «Сказки Гофмана», «Пикадилли» и другими.
Ла Яна никогда не была замужем и детей не имела. Она скончалась от пневмонии 13 марта 1940 года в Вильмерсдорфе в 35-летнем возрасте. Была похоронена на Лесном кладбище в берлинском районе Далем. Премьера последнего фильма с участием Ла Яны «Звезда Рио-де-Жанейро» состоялась через неделю после её смерти.

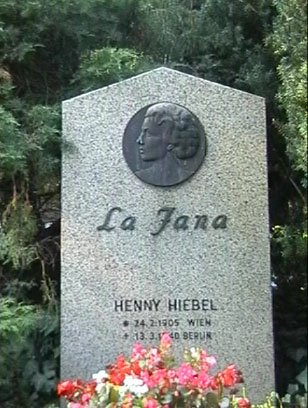
Могила Ла Яны

## Избранная фильмография
- 1938 — Индийская гробница — Индира, танцовщица из храма Зета
- Ешнапурский тигр
- Индийская гробница